# Jordan Thorniley
Jordan Luke Thorniley (Warrington, 24 novembre 1996) è un calciatore inglese, difensore del Northampton Town in prestito dall'Oxford Utd.

## Carriera
Cresciuto nel settore giovanile dell'Everton, da luglio a novembre del 2015 ha giocato in prestito allo Stockport County, nella National League North. Nel 2016 è stato acquistato dallo Sheffield Weds, senza però disputare alcun incontro ufficiale. L'anno successivo è passato in prestito all'Accrington Stanley, in Football League Two, ma nel gennaio del 2018 il prestito è stato interrotto. Tornato allo Sheffield Wednesday, il 20 gennaio 2018 ha esordito in Championship, disputando l'incontro pareggiato 0-0 contro il Cardiff City. Nel gennaio del 2020, dopo aver totalizzato 35 presenze tra campionato e coppe con lo Sheffield Wednesday, è stato ceduto a titolo definitivo al Blackpool, in Football League One, con cui ha ottenuto una promozione in seconda divisione al termine della stagione 2020-2021. Nel 2021 è stato ceduto in prestito all'Oxford United, sempre in Football League One, ma nel gennaio del 2022 il prestito è stato interrotto ed è rientrato al Blackpool.

## Statistiche

### Presenze e reti nei club
Statistiche aggiornate al 15 settembre 2022.
| Stagione                   | Squadra                    | Campionato                 | Campionato | Campionato | Coppe nazionali | Coppe nazionali | Coppe nazionali | Coppe continentali | Coppe continentali | Coppe continentali | Altre coppe | Altre coppe | Altre coppe | Totale | Totale |
| Stagione                   | Squadra                    | Comp                       | Pres       | Reti       | Comp            | Pres            | Reti            | Comp               | Pres               | Reti               | Comp        | Pres        | Reti        | Pres   | Reti   |
| -------------------------- | -------------------------- | -------------------------- | ---------- | ---------- | --------------- | --------------- | --------------- | ------------------ | ------------------ | ------------------ | ----------- | ----------- | ----------- | ------ | ------ |
| lug.-nov. 2015             | Stockport County           | NLN                        | 10         | 0          | FACup           | -               | -               |                    | -                  | -                  | FAT         | -           | -           | 10     | 0      |
| 2016-2017                  | Sheffield Weds             | FLC                        | 0          | 0          | FACup+CdL       | 0               | 0               |                    | -                  | -                  |             | -           | -           | 0      | 0      |
| 2017-gen. 2018             | Accrington Stanley         | FL2                        | 14         | 0          | FACup+CdL       | 2+0             | 0               |                    | -                  | -                  | FLT         | 1           | 0           | 17     | 0      |
| gen.-giu. 2018             | Sheffield Weds             | FLC                        | 11         | 0          | FACup+CdL       | -               | -               |                    | -                  | -                  |             | -           | -           | 11     | 0      |
| 2018-2019                  | Sheffield Weds             | FLC                        | 20         | 0          | FACup+CdL       | 2+0             | 0               |                    | -                  | -                  |             | -           | -           | 22     | 0      |
| 2019-gen. 2020             | Sheffield Weds             | FLC                        | 0          | 0          | FACup+CdL       | 0+2             | 0               |                    | -                  | -                  |             | -           | -           | 2      | 0      |
| Totale Sheffield Wednesday | Totale Sheffield Wednesday | Totale Sheffield Wednesday | 31         | 0          |                 | 4               | 0               |                    | -                  | -                  |             | -           | -           | 35     | 0      |
| gen.-giu. 2020             | Blackpool                  | FL1                        | 2          | 0          | FACup+CdL       | -               | -               |                    | -                  | -                  | FLT         | -           | -           | 2      | 0      |
| 2020-2021                  | Blackpool                  | FL1                        | 19+2       | 2          | FACup+CdL       | 1+1             | 0               |                    | -                  | -                  | FLT         | 4           | 0           | 27     | 0      |
| 2021-gen. 2022             | Oxford Utd                 | FL1                        | 21         | 0          | FACup+CdL       | 2+1             | 0               |                    | -                  | -                  | FLT         | 1           | 0           | 25     | 0      |
| gen.-giu. 2022             | Blackpool                  | FLC                        | 14         | 0          | FACup+CdL       | -               | -               |                    | -                  | -                  |             | -           | -           | 14     | 0      |
| 2022-2023                  | Blackpool                  | FLC                        | 5          | 0          | FACup+CdL       | 0+1             | 0               |                    | -                  | -                  |             | -           | -           | 6      | 0      |
| Totale carriera            | Totale carriera            | Totale carriera            | 108        | 0          |                 | 12              | 0               |                    | -                  | -                  |             | 6           | 0           | 126    | 0      |